# Coordinadora Democrática
La Coordinadora Democrática de Acción Cívica, a menudo abreviada simplemente como Coordinadora Democrática (CD), fue una coalición de partidos políticos, asociaciones civiles y ONG venezolanas opositoras a la administración de Hugo Chávez.

## Historia
Fue fundada el 5 de julio de 2002 y constituida oficialmente el 17 de octubre de ese mismo año, con características supra-organizacionales que reunían movimientos de diferentes ideologías. En noviembre de 2002 el secretario de la Organización de Estados Americanos (OEA), César Gaviria, instalará la mesa de diálogo entre el gobierno y la Coordinadora. Después de sucesivas reuniones con líderes de la oposición y voceros del gobierno, Gaviria explicó que la mesa estaría conformada por seis miembros designados por el gobierno e igual número de la Coordinadora Democrática 
El propósito de la coalición era llegar a un "acuerdo para la reconstrucción democrática en Venezuela" y establecer las "bases para un acuerdo democrático" apenas terminara su gestión el gobierno de Chávez, en el documento de constitución se establecía que la salida del poder del presidente Chávez debía realizarse de cualquier manera "con arreglo a las vías y recursos jurídicos de la Constitución Nacional" sin desechar el artículo 350 de la constitución "mediante la cual el pueblo venezolano puede desconocer al actual régimen autoritario y antidemocrático". La organización contemplaba convocar a elecciones presidenciales y parlamentarias luego de una eventual salida de Chávez, reformar la constitución nacional para permitir la segunda vuelta electoral, reducir de seis a cuatro años el mandato presidencial y además establecer una comisión para investigar los asesinatos del 11 de abril de 2002.
El 13 noviembre en Caracas, el gobierno y oposición negocian bajo los auspicios de la Organización de Estados Americanos (OEA) el Programa de Naciones Unidas para el Desarrollo (PNUD) y el Centro Carter. Recientemente, la Coordinadora Democrática, que aglutina a los partidos de la oposición, firmó un documento de Unidad Nacional. Ya hay un entendimiento básico: buscar una salida electoral a la crisis, nombrar una comisión de la verdad que establezca responsabilidades por los hechos y las muertes de abril y desarmar a la población civil.
La Coordinadora Democrática fue junto la patronal Fedecámaras, la sindical Confederación de Trabajadores de Venezuela (CTV) y los trabajadores petroleros los principales promotores del paro petrolero de diciembre de 2002 y enero de 2003. Posteriormente la organización se abocó a la activación del referéndum revocatorio contra Chávez que se efectuó el 15 de agosto de 2004, el cual no fue aprobado.

## Disolución
Esta convergencia de partidos se disolvió en el año 2004 debido a la ruptura interna de la organización, poco después de haberse realizado el referéndum presidencial de agosto de ese mismo año. Fue reemplazada posteriormente por la Mesa de la Unidad Democrática.

## Partidos políticos
Estos son los 24 partidos políticos que integraron la Coordinadora Democrática:
- Acción Agropecuaria (AA)
- Acción Democrática (AD)
- Alianza Bravo Pueblo (ABP)
- Alianza por la Libertad (APL)
- Bandera Roja (BR)
- Convergencia
- Copei
- La Causa R (LCR)
- Movimiento al Socialismo (MAS)
- Movimiento de Integridad Nacional Unidad (MIN)
- Primero Justicia (PJ)
- Proyecto Venezuela (PV)
- Solidaridad
- Solidaridad Independiente (SI)
- Unión
- Unión Republicana Democrática (URD)
- Visión Emergente (VE)

Entre los partidos que se sumaron posteriormente se encontraban:
- Democracia Renovadora (DR)
- Fuerza Liberal (FL)
- Movimiento Republicano (MR)
- Movimiento Trabajo (MT)
- Opinión Nacional (Opina)
- Movimiento Resistencia Civil (MRC)
- Un Nuevo Tiempo (UNT)
- Un Solo Pueblo (USP)